# Пътешествието с Бийгъл
Пътешествието с Бийгъл е книга написана от Чарлз Дарвин и публикувана през 1839 г.

## Отпътуване
На 27 декември 1831 година корабът на Нейно Величество HMS Бигъл отплава от Девънпорт под командването на капитана на кралския флот Фиц–Рой. Експедицията има за цел да довърши картографирането на Патагония и Огнена земя започнати от капитан Кинг през периода 1826 – 1830,
да картографира бреговете на Чили, Перу и някои острови в Тихия океан.

## Атлантическото плаване

### Канарските острови
6 януари 1832 година достигат остров Тенерифе.

### Порто–Прая
Дарвин описва оскъдната растителност и животински свят. Описва последиците от обезлесяването.

### Dacelo lagoenis
Описва също облаците прах съставена от сладководни кремъчни водорасли. В този прах той открива и два вида откриващи се само в Южна Америка.